# Yžnė
Yžnė je řeka v Litvě, v Žemaitsku, pravý přítok řeky Akmena, do které se vlévá 50,3 km od jejího ústí do řeky Jūra, 2 km na jih od Kaltinėnů. Vytéká z nevelkého jeera na severním okraji obce Šiauduva, 10 km na sever od okresního města Šilalė. Zprvu teče 0,5 km na sever do jezera Dievytis. Z něho vytéká směrem jihojihovýchodním, protéká rybníkem Padievyčio tvenkinys a těsně míjí několik dalších jezer a rybníků, těsně nahloučených v jižním okolí vsi Rudiškė. Dále se klikatí směrem východdním až k ústí, paralelně na jih od staré "Žemaitské magistrály" č. 197 Kryžkalnis - Klaipėda. Protéká lesy Lapkalnio, Balės miškas. Průměrný spád je 182 cm/km

## Přítoky
- Levé: Viksvė (vlévá se 14,9 km od jejího ústí; Hydrologické pořadí: 16010528), Y - 5 (11,9 km od ústí; 16010532), Y - 3 (8,2 km od ústí; 16010533), Y - 1 (5,2 km od ústí; 16010534)

Řeka nemá významné pravé přítoky

## Obce při řece
Šiauduva, Padievytis, Dargaliai, Payžnys, Rudiškė, Degučiai II, Pabaliai, Vosgirdai, Gedminiškė, Rūteliai, Trakas.

## Minulost
Yžnė (Jense) je zmiňována ve 14. století v popisu cest křižáků.